# Сідловий стрижень

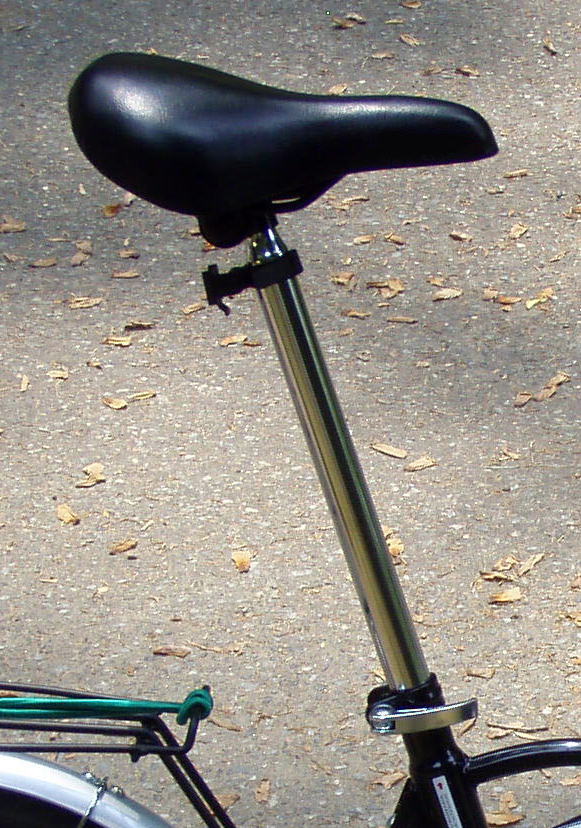

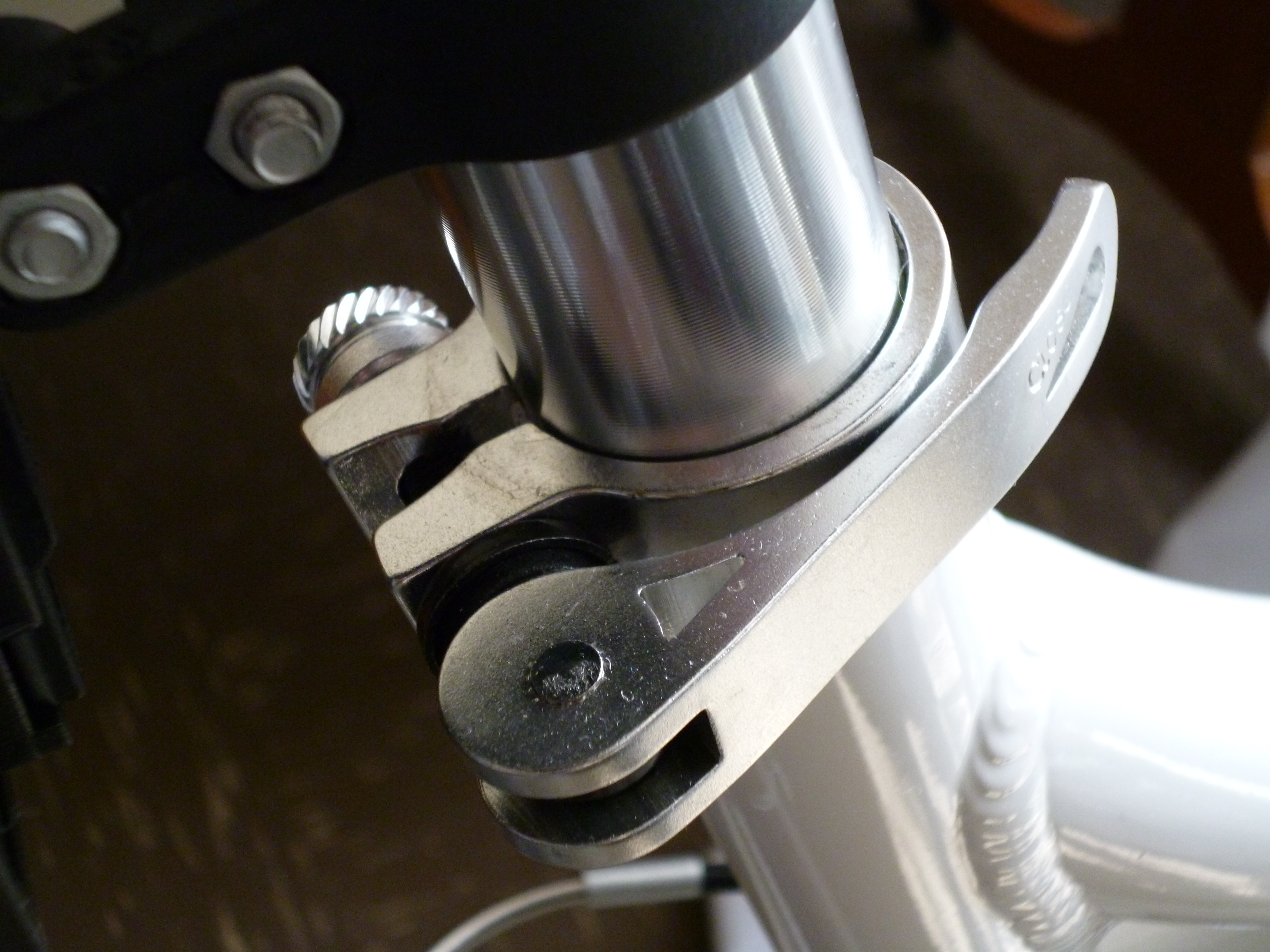

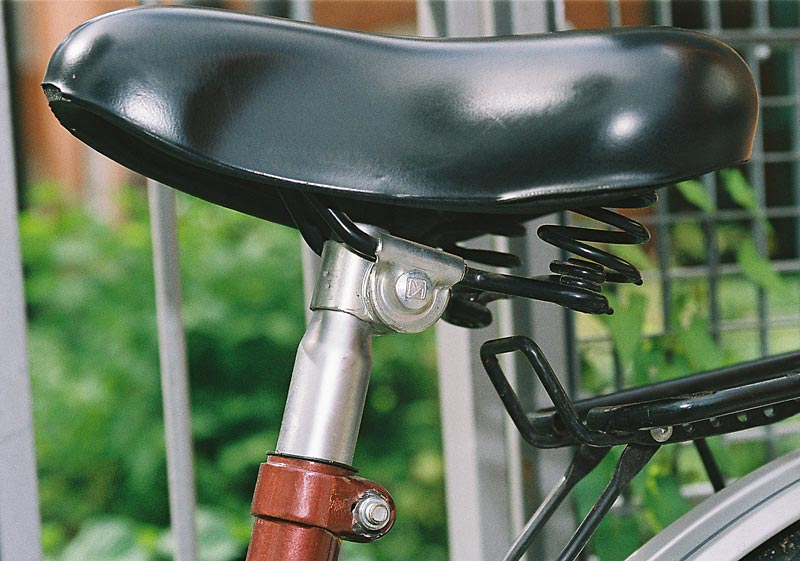
Стрижень без амортизації з відпруженим сідлом

Сідловий стрижень — частина велосипеда, виконана у вигляді труби, що з'єднує сідло з рамою та забезпечує регулювання висоти сідла відносно педалей. Стрижень закріплюється в рамі за допомогою хомута, сідло на стрижні — за допомогою болтового замка.

## Типорозміри
Найпоширеніші діаметри сідлових стрижнів: 27,2 мм; 31,6 мм.

## Матеріали
Сідловий стрижень виготовляють з матеріалів, як і більшість інших велосипедних компонентів: сталь; алюмінієві сплави; вуглепластик.

## Амортизація
На дешевих та спеціальних велосипедах встановлюється стрижень без амортизації. На такий стрижень звичайно встановлюється відпружене сідло.
Стрижні з амортизацією дозволяють використовувати більш легке та анатомічне сідло. Існує дві поширені конструкції з амортизацією:
- телескопічна конструкція, як у вилок — сідло зміщується вниз і вперед, конструкція характерна для недорогих стрижнів;
- важільна, паралелограмна конструкція — сідло зміщується вниз і назад.

В обох типах, як правило, як пружний елемент використовується еластомір.